# Nelson Prenat
Nelson Prenat (Buenos Aires 1931-Ib., 2 de septiembre de 2019) fue un actor cómico argentino de cine, teatro y televisión.

## Biografía
Comenzó en la década de 1960 en el teatro. Su versatilidad y talento para la comicidad lo llevaron rápidamente a la pantalla grande y sobre todo la televisión, medio que lo lanzó a la popularidad.
En cine debuta con las comedias Cristóbal Colón en la Facultad de Medicina y El mago de las finanzas, ambas en 1962, protagonizadas por José Marrone y Juanita Martínez. También tuvo actuaciones secundarias en Cuando calienta el sol (1963), Canuto Cañete, conscripto del siete (1963) con Carlitos Balá, Necesito una madre (1966) con Teresa Blasco y Beatriz Bonnet, entre otras. Su última aparición fue en 1986 junto a Julio de Grazia, Víctor Bó y Graciela Alfano.
En televisión integró el famoso programa humorístico Telecómicos de Aldo Cammarota junto con Héctor Rivera, Iván Grey, Dorita Acosta, Juan Carlos Calabró, Tristán, Mariel Comber, Cuchuflito, Horacio Bruno, Mario Sapag, Atilio Pozzobón, Luisina Brando, Korneta y Julián Carranza. Aquí popularizó frases como «mi amigo el pintor» y «cuantos maridos me estarán envidiando».
En 1991 Nelson tuvo una seria enfermedad que le afectó el habla por lo que debió alejarse del medio artístico. En 2010 se le otorgó el Premio Podestá a la trayectoria por sus 50 años de carrera.
Falleció el 2 de septiembre de 2019 a los 87 años por causas naturales.

## Filmografía
- 1986: Los superagentes contra los fantasmas
- 1982: Buenos Aires Tango
- 1980: Operación Comando
- 1979: Alejandra, mon amour
- 1966: Una máscara para Ana
- 1966: Necesito una madre
- 1963: Canuto Cañete, conscripto del siete
- 1963: Cuando calienta el sol
- 1962: El mago de las finanzas ...amigo de Feliciano
- 1962: Cristóbal Colón en la Facultad de Medicina ...estudiante

## Televisión
- 1966: Sábados Circulares, conducido por Pipo Mancera
- 1965: Sábados Continuados, por Canal 9, junto a Silvio Soldán y Calígula.
- 1961: El sí de las niñas[5]
- 1960/1965: Telecómicos.